# Space Invaders (Film)
Space Invaders (Originaltitel: Killer Klowns from Outer Space) ist eine US-amerikanische Science-Fiction-Horror-Komödie aus dem Jahr 1988. Der Film wurde von den Chiodo Brothers mit einem Budget von $2.000.000 produziert. Die Premiere fand am 27. Mai 1988 in den USA statt. In Deutschland kam der Film nicht in die Kinos und wurde ab dem 30. November 1988 auf VHS vermarktet.

## Handlung
Die Teenager Mike und Debbie werden Zeugen eines Meteoriteneinschlages in der Nähe ihrer Kleinstadt Crescent Cove, Kalifornien. Als sie sich neugierig nähern, sehen sie an der Einschlagstelle ein Zirkuszelt, welches von bösartigen Aliens, die aussehen wie Clowns, bevölkert wird. Als diese beginnen, die Bevölkerung der Kleinstadt zu töten und zu fressen, glaubt den Teenagern zunächst niemand. Schließlich gelingt es ihnen aber mithilfe der Polizisten Hanson und Mooney, die Invasion der Killerclowns zurückzuschlagen.

## Trivia
- Die Altersfreigabe des Films wurde im März 2018 durch eine Neuprüfung der FSK von 18 Jahre auf 12 Jahre herabgesetzt.[1]

## Auszeichnungen
Killer Klowns from Outer Space wurde 1990 von der Academy of Science Fiction, Fantasy & Horror Films für je einen Saturn Award in den Kategorien Beste Kostüme („Best Costume“) und Beste Musik („Best Music“) nominiert.

## Kritik
„Zusammengestückelt aus der 08/15-Formel des 80er-Kleinstadt-Horror und einer Portion fortgeschrittenen Wahnsinn im Endstadium entfachte Regisseur (und hauptberuflicher Effektheini) Stephen Chiodo hier bei seinem ersten (und einzigen) Spielfilm ein Feuerwerk bekloppter Ideen und abgefahrener Schauwerte.“